# Boscaglie xerofile montane del Sahara orientale
Le boscaglie xerofile montane del Sahara orientale sono un'ecoregione dell'ecozona afrotropicale, definita dal WWF (codice ecoregione: AT1303), che si estende attraverso i massicci montuosi del Sahel in Ciad e Sudan.

## Territorio
L'ecoregione ricopre i settori più elevati dell'Ennedi e dell'altopiano dello Ouaddaï nel Ciad orientale e l'antico massiccio vulcanico estinto del Jebel Marra nel Darfur, nel Sudan occidentale. Queste catene montuose svettano al di sopra della semidesertica savana di acacie del Sahel al margine meridionale del deserto del Sahara. L'ecoregione copre un'area di 27.900 km². Le piogge estive sono irregolari, ancor più in Ciad che sul Jebel Marra, che ospita due laghi vulcanici.

## Flora
La vita vegetale comprende molte specie tipiche della fascia del Sahel, come Ammannia gracilis, l'erba Panicum laetum, l'euforbia Chrozophora brocchiana e le erbacee Farsetia stenoptera, Indigofera senegalensis e Tephrosia gracilipes. Un elemento caratteristico della vegetazione spontanea della zona era l'olivo di Laperrine (Olea europaea laperrinei).

## Fauna
L'acqua dei torrenti di montagna rende l'area un importante habitat per la fauna selvatica, tra cui numerose specie minacciate di antilopi quali l'addax (Addax nasomaculatus), la gazzella dama (Nanger dama), la gazzella dorcade (Gazella dorcas) e la gazzella dalla fronte rossa (Eudorcas rufifrons). Tra le specie endemiche ricordiamo il ratto Grammomys aridulus del Jebel Marra. Le montagne ospitano specie di uccelli propri sia dell'Eurasia che dell'Africa, come l'otarda nubiana (Neotis nuba) e l'avvoltoio monaco (Aegypius monachus).

## Conservazione

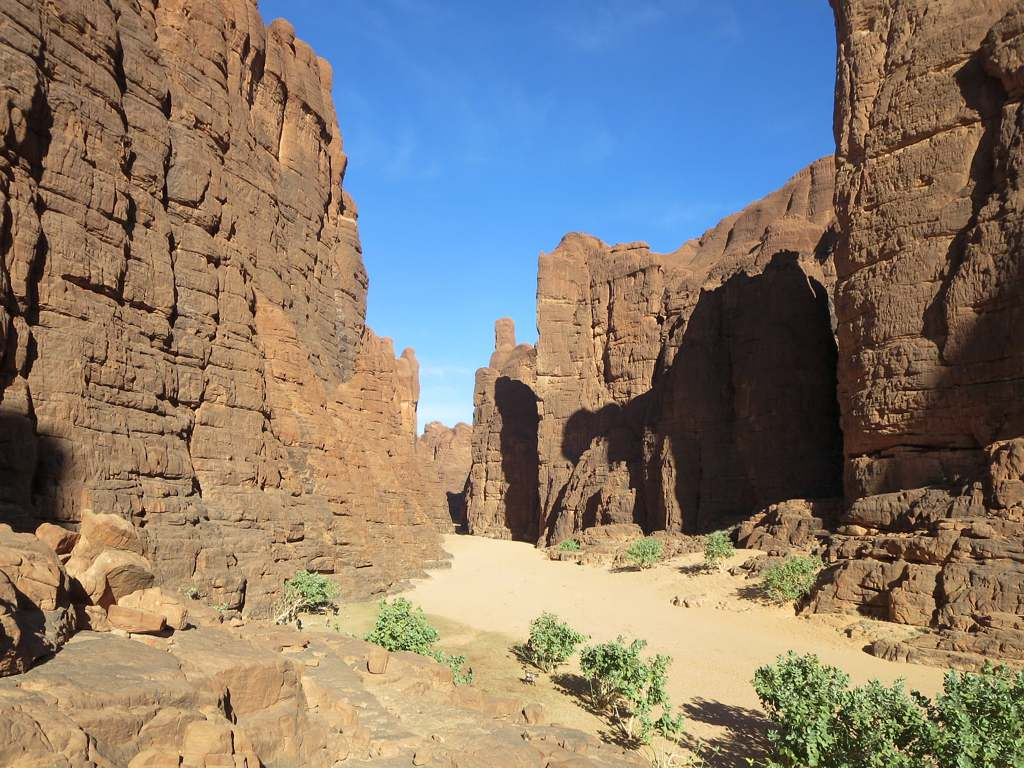
Altopiano dell'Ennedi, Ciad

Il Jebel Marra è abitato fin dall'antichità, e nonostante le vallate montane più impervie siano prevalentemente disabitate e indisturbate, l'habitat delle pendici più accessibili ha risentito notevolmente della presenza dell'uomo. Nel Ciad l'ecoregione è scarsamente popolata, soprattutto da pastori nomadi. I recenti conflitti sia nel Ciad che nel Darfur hanno portato all'abbandono dei terreni agricoli, tanto che la vegetazione originaria ha ripreso il sopravvento.